# Église Notre-Dame-de-l'Assomption de Fabas
L'église Notre-Dame-de-l'Assomption est une église de présentation composite située sur la commune de Fabas, dans le département de l'Ariège région Occitanie France.

## Description
Le portail, de style gothique avec quatre archivoltes dont trois en arc d'ogive et le dernier en arc en plein cintre, est implanté sur un terrain en fort dévers au centre d'un clocher-mur bâti en gros appareil taillé. Cette façade est ouverte de quatre baies en arc en plein-cintre dont les deux plus grande en ligne inférieure reçoivent les cloches. Surmonté d'une croix de pierre, le sommet est fractionné en trois galbes et deux redents portant chacun une boule.

## Localisation
Elle se trouve à 419 mètres d'altitude, en bordure est de la place au centre du village.

## Historique
L'église fait l'objet d'une inscription au titre des monuments historiques pour son clocher-mur et son portail par arrêté du 17 avril 1950.
La place avec la halle, l'église et le château (ce dernier, ayant appartenu à la famille de Foix-Fabas, est inclus dans le périmètre de l'EHPAD) constituent ensemble un site inscrit par arrêté du 24 décembre 1943.

## Galerie

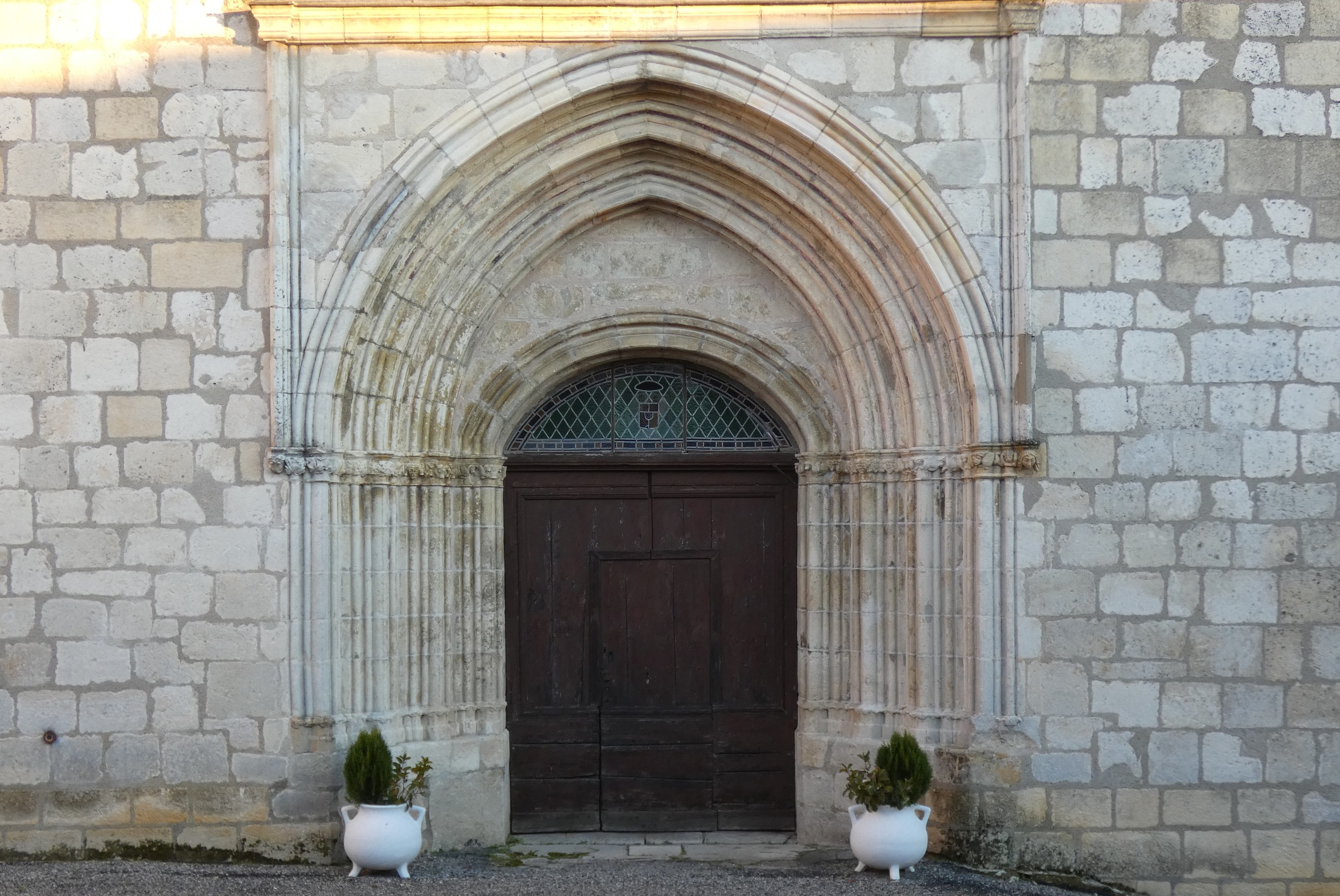
Le porche.
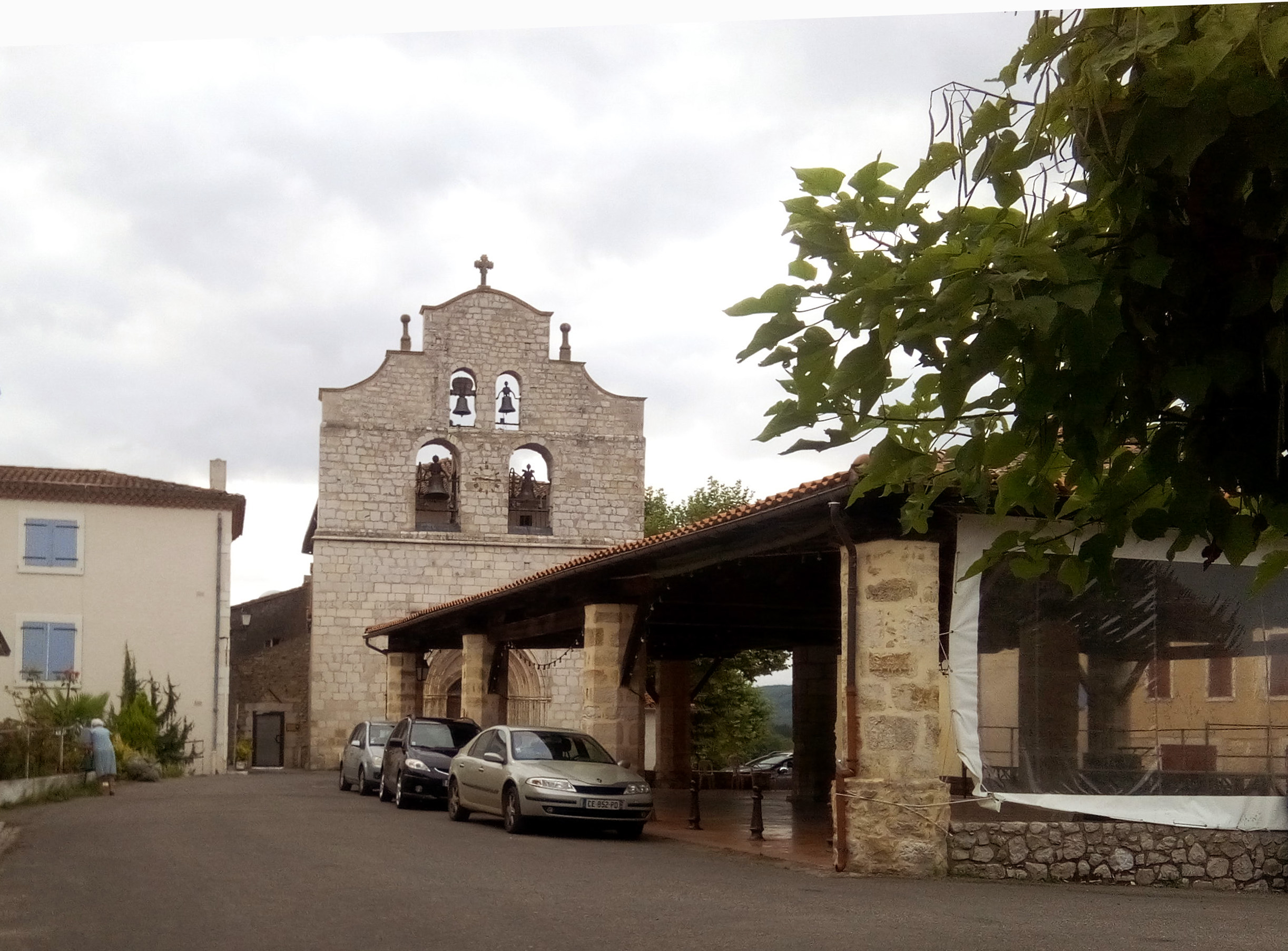
la place avec la halle et l'église.

## Mobilier
La base Palissy protège 12 objets dont le bénitier, une statue en bois de la Vierge à l'Enfant et un tableau de la tentation du Christ. Est présente une cloche dans la nef, posée au sol, datant de 1761 et fondue dans le proche village du Plan. Elle a été échangée contre un bois alors propriété de Fabas.